# 장 1세 드 부르고뉴 공작
장 1세(프랑스어: Jean Ier, 1371년 5월 28일 ~ 1419년 9월 10일)는 부르고뉴 공국의 공작이다. 용담공 필리프의 장남이다.

## 생애
1385년 캉브레에서 바이에른 공작 알브레히트 1세의 딸이자 신성 로마 황제 루트비히 4세의 손녀 마르그리트 폰 바이에른와 결혼하였고 1396년에는 헝가리왕 지그몬드가 이끄는 십자군에 참전해 니코폴리스 전투에서 오스만 제국군의 포로가 되는 수난을 겪기도 했다. 1404년 아버지 필리프 2세가 죽자 그의 뒤를 이어 부르고뉴 공작위를 물려받았다. 필리프 2세는 생전에 조카인 샤를 6세의 섭정으로서 프랑스 궁정에 강력한 영향력을 행사하고 있는데 이 때문에 부르고뉴는 오를레앙 공작 루이와 대립하고 있었다. 1407년 장이 오를레앙공을 암살하자 그 아들인 샤를은 장인 아르마냐크 백작 베르나르 7세와 결탁하여 대항하였고, 대립은 격화해 1417년에는 아르마냐크 백작이 암살되었다. 그의 죽음으로 부르고뉴파는 주도권을 쥐는 듯이 보였으나 1419년 장 1세 또한 파리의 거리에서 암살당했다.

## 사후
암살의 배후에는 당시 도팽이었던 샤를 7세의 지지자들이 있었기에 장 1세의 아들 필리프 3세는 영국의 헨리 5세와 손을 잡고 샤를 7세에 대항하게 되었다.

## 가족
마르그리트와의 사이에 1남 7녀를 두었다.
- 카트린느(1391~1414)
- 마리(1393~1463)
- 마르그리트(1393~1441)
- 필리프 3세(1396~1467)
- 이사벨(?~1412)
- 쟌느(1399)
- 안느(1404~1432)
- 아니에스(1407~1476)